# The Crescent (warenhuis)
The Crescent was een kleine warenhuisketen opgericht en gevestigd in Spokane, Washington. Het was ooit een dochteronderneming van Marshall Field & Company, tot de keten in 1982 werd verkocht aan de BATUS Retail Group. BATUS doopte de winkels in 1988 om tot Frederick & Nelson, een andere warenhuisketen van BATUS. Frederick & Nelson vroeg uiteindelijk faillissement aan en werd in 1992 geliquideerd. Op het hoogtepunt had The Crescent zeven warenhuizen in Washington en Oregon, waaronder drie in Spokane.

## Geschiedenis

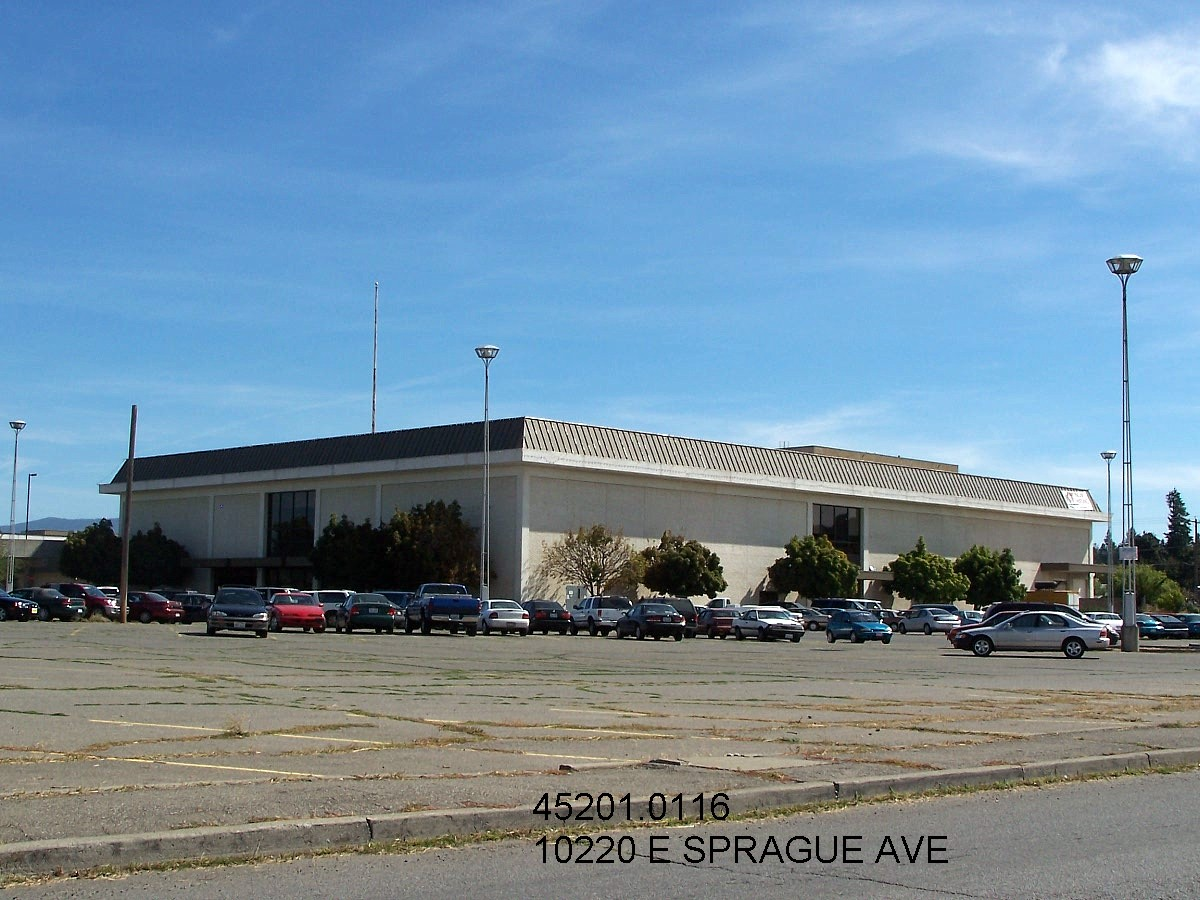
De voormalige University City-winkel

The Crescent, oorspronkelijk de Spokane Dry Goods Company, was decennialang het toonaangevende warenhuis van Spokane. De originele Crescent bevond zich op West Riverside Avenue naast het Spokesman-Review gebouw en werd geopend op 5 augustus 1889, de dag na de grote brand, die het grootste deel van het centrum van Spokane had verwoest. Als de enige overgebleven kruidenier van de stad, was de hele voorraad op de eerste openingsdag uitverkocht. Eigenaren Robert B. Paterson en James M. Comstock steunden de inspanningen na de brand en verhoogden de prijzen niet om te profiteren van de ramp, waarmee de traditie begon: "wees eerlijk voor iedereen". De bouw van het Crescent-gebouw, ontworpen door de bekende architect Loren L. Rand, begon in 1917 en duurde tot 1919. Oorspronkelijk was het gebouw vijf verdiepingen hoog en werd later uitgebreid tot zeven. In 1949 kocht de Crescent het Alexander Building grenzend aan de zuidzijde, zodat het een half bouwblok uitbreidde. De laatste uitbreiding vond plaats in 1973 met de noordwestelijk hoek van het bouwblok.

### Uitbreiding
De eerste Crescent-winkel in de voorsteden werd in 1959 geopend in de Northtown Mall, het eerste regionale winkelcentrum van Spokane. Marshall Field & Company uit Chicago kocht The Crescent in 1962 en het bedrijfslogo werd veranderd in het Marshall Field-script. Een tweede voorstedelijke Crescent werd in 1969 geopend in de Spokane Valley in het winkelcentrum University City. 
In 1987 werden vier van de zes Frederick & Nelson-warenhuizen in Oregon verkocht aan The Crescent. Een locatie op Washington Square in Tigard werd verder geëxploiteerd als Frederick & Nelson en de andere in Salem werd gesloten. In 1988 werden deze vier winkels verkocht aan Lamonts.
The Crescent werd samen met moederbedrijf Marshall Field's, in 1982 gekocht door de BATUS Retail Group. BATUS verkocht The Crescent en Frederick & Nelson in 1986, en de winkels werden in 1988 allemaal omgedoopt tot Frederick & Nelson. In 1992 werden de warenhuizen gesloten. De voormalige winkel in het centrum van Spokane op de zuidoostelijke hoek van Main Street en Wall Street staat nu bekend als Crescent Court, waar winkels en kantoren zijn gevestigd.